# Andy Hug
Andy Hug, född 7 september 1964, död 24 augusti 2000, var en schweizisk kickboxare och kyokushinkaikarate-utövare.
Andy Hug var så talangfull i kykoshinkai karate i Schweiz under sin tidiga utveckling som fighter att officiella regler för nationella tävlingar fick ändras så den då tonårige Hug kunde tävla mot seniorerna och vann då "All Switzerland Karate Championship" direkt. Hug var bara 19 år då han 1983 kämpade i Kyokushin World Open Tournament i Japan och fyra år senare gick han till final i samma turnering genom att bl.a. besegra två fighters som genomgått "100 men kumite"-utmaningen, dvs. kämpat fullkontakt mot 100 fighters i sträck, samma dag. Värt att notera att i Sverige 1990, klarade Jovan Ivanovic (1 dan kyukoshinkai), född 1971, en "30 men kumite utmaning" på 1 tim 44 min utan vila. Han vann samtliga. (totalt 65-0 amatör vinster)
1996 vann han K-1 World Grand Prix och han var även i final 1997 och 1998. Hug gjorde sig snabbt känd som den som alltid kom tillbaks efter ett nederlag, oavsett hur stort eller allvarligt det var. Andy Hug var även känd för att leverera de mest tekniska karate-sparkarna i K-1, varav yx-sparken (japanska: ka kato-otoshi) blev hans kännetecken. 
17 augusti 2000 kom nyheten att Hug hade drabbats av leukemi. Den 23 augusti föll han i koma och avled en dag senare 35 år gammal. Andy Hug's bortgång blev största nyheten i japanska media vilket berodde på att Hug hade utvecklat en enorm popularitet under all år inom kampsport och med sin bakgrund i kyokushin och seido karate som grundades i Japan. Landssorg bröt ut då nyheten nådde japanska allmänheten och kön till altaret för att hedra Hug med blommor och böner sträckte sig många hundra meter. Fredrik Hjelm, kickboxare från Malmö och sedermera nordamerikansk mästare i thaiboxning, var en del av team Andy Hug 1998 som första skandinav att kvalificera sig för ett av toppteamen i K-1. Andy Hug var den förste och ende K-1 fighter som förärats en heders-samuraj titel i Japan.